# Светличанское сельское поселение
Светличанское се́льское поселе́ние — муниципальное образование в Косинском районе Пермского края Российской Федерации.
Административный центр — посёлок Новая Светлица.

## История
Светличанское сельское поселение образовано в 2005 г.

## Население
| 2010 | 2012 | 2013 | 2014 | 2015 | 2016 | 2017 |
| ---- | ---- | ---- | ---- | ---- | ---- | ---- |
| 674  | ↘636 | ↘610 | ↘575 | ↘547 | ↘510 | ↘474 |
| 2018 | 2019 |      |      |      |      |      |
| ↘451 | ↘439 |      |      |      |      |      |

## Состав сельского поселения
| № | Населённый пункт | Тип населённого пункта          | Население |
| - | ---------------- | ------------------------------- | --------- |
| 1 | Кривцы           | деревня                         | 15        |
| 2 | Новая Светлица   | посёлок, административный центр | 333       |
| 3 | Одань            | посёлок                         | ↘2        |
| 4 | Солым            | посёлок                         | 187       |
| 5 | Усть-Коса        | посёлок                         | 137       |